# سده ۶ (پیش از میلاد)

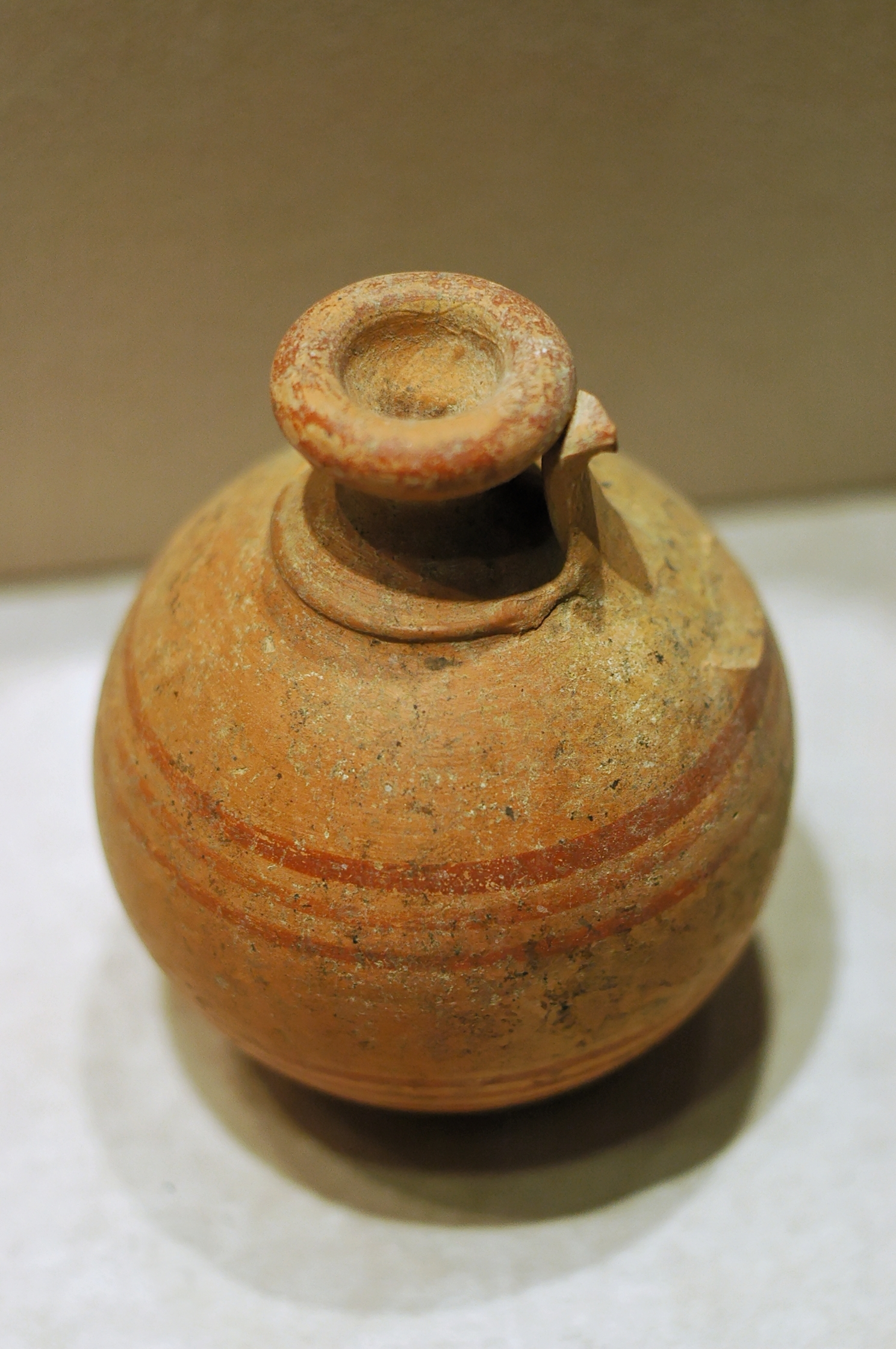
تصویر کوزه سفالی سده ۶ (پیش از میلاد)

(سده هفتم پ.م. - سده ششم پیش از میلاد مسیح - سده پنجم پ.م. - سده‌های دیگر)

## دورنما
- آغاز فلسفه یونانی؛ فلسفه یونانی در سده ۵ (پیش از میلاد) شکوفاشد.
- فرهنگ هالشتات پایانی در مرکز و خاور اروپا؛ عصر برنز پایانی در اروپای شمالی
- فلسفه چینی کیش چینیان شد. کنفوسیوس‌گرایی، دائوئیسم، قانون‌پرستی(لگالیسم) و موئیسم در دوره بهار و پاییز چین شکوفاشدند.
- پیدایش زرتشتی‌گری و فلسفه دوگرایی در ایران. به بند کشیدن یهودیان در بابل.
- در هندوستان بودا و مهاویرا بودایی‌گری و جینیسم را پایه‌ریزی کردند و هندوئیسم و سامانه کاستی را به چالش‌کشیدند.
- خمودگی تمدن اولمک در قاره آمریکا.

## رویدادها
- میانه سده؛ پی‌ریزی نیایشگاه زئوس المپی در آتن.
- ۵۹۸ (پیش از میلاد)؛ یهویاقیم پادشاه یهودا شد.
- ۱۶ مارس۵۹۷ (پیش از میلاد)؛ بابلیان اورشلیم را گرفتند و به جای یهویاقین صدقیا را به فرمانروایی آن سامان گماردند.
- ۵۹۵ (پیش از میلاد)؛ پسام‌مه‌تیخوس دوم فرعون مصر باستان شد.
- ۵۹۴ (پیش از میلاد)؛ سولون سرپرست آتن شد و اصلاحات مردم سالارانه‌ای را در آنجا پایه‌ریخت.
- ۵۸۹ (پیش از میلاد)؛ آپریس فرعون مصر شد.
- ۵۸۸ (پیش از میلاد)؛ محاصره اورشلیم به دست نبوکدنصر دوم.
- ۵۸۷/۵۸۶ (پیش از میلاد)؛ اورشلیم به دست بابلی‌ها افتاد، پادشاهی یهودا سرنگون‌شد، نیایشگاه اورشلیم ویران‌شد و بازمانده یهودیان به بابل رانده‌شدند.
- ۲۸ مه۵۸۵ (پیش از میلاد)؛ رخداد خورشیدگرفتگی، این خورشیدگرفتگی را که پیشتر طالس پیشبینی‌کرده‌بود در هنگام جنگ خورشیدگرفتگی میان هوخشتره و آلیات دوم رخ‌داد و سبب‌ساز پایان جنگ میان ماد و لیدی شد.
- ۵۸۵/۵۸۴ (پیش از میلاد)؛ ایشتوویگو جانشین هوخشتره پادشاه ماد شد.
- ۵۸۵؛ جیان پادشاه چین شد.
- ۵۸۲ (پیش از میلاد)؛ بازی‌های پوتی در دلفی.
- ۵۸۰ (پیش از میلاد)؛ کمبوجیه یکم جانشین کورش یکم پادشاه انشان و سردودمان هخامنشی شد.
- ۵۸۰؛ پیدایش بازی‌های تنگه‌ای در کورنیت.
- ۵۷۹ (پیش از میلاد)؛ سرویوس تولیوس پادشاه روم شد.
- ۵۷۲ (پیش از میلاد)؛ مرگ جیان پادشاه چین.
- ۵۷۱ (پیش از میلاد)؛ لینگ پادشاه چین شد.
- ۵۷۰ (پیش از میلاد)؛ آماسیس دوم فرعون مصر شد.
- ۵۶۸ (پیش از میلاد)؛ آمتالقا پادشاه کوش شد.
- ۵۶۲ (پیش از میلاد)؛ آمل‌مردوک پادشاه بابل شد.
- ۵۶۰ (پیش از میلاد)؛ نریگلیسر پادشاه بابل شد.
- ۵۶۰/۵۶۱ (پیش از میلاد)؛ کرزوس پادشاه لودیه شد.
- ۵۶۰؛ پیزیستراتوس آکروپولیس را به چنگ آورد، وی در همان سال کنار گذاشته‌شد.
- دهه ۵۵۰ (پیش از میلاد)؛ کارتاژ سیسیل، ساردین و کورسیکا را گشود.
- ۵۵۹ (پیش از میلاد)؛ کمبوجیه یکم درگذشت و کورش بزرگ جانشینش شد.
- ۵۵۸ (پیش از میلاد)؛ هگسیاس از سرپرستی آتن کنارگذاشته‌شد.
- ۵۵۸؛ در چین ایالت جین بر ایالت چین چیره‌شد.
- ۵۵۶ (پیش از میلاد)؛ تبعید پیریستراتوس از آتن.
- ۵۵۶؛ لاباشی‌مردوک پادشاه بابل شد.
- ۵۵۶/۵۵۵ (پیش از میلاد)؛ نبونید پادشاه بابل شد.
- ۵۵۰ (پیش از میلاد)؛ تراکیه‌ای‌ها آبدرا را ویران کردند.
- ۵۵۰؛ سرنگونی ایشتوویگو به دست کورش بزرگ و پایه ریزی شاهنشاهی ایران.
- ۵۴۷ (پیش از میلاد)؛ شکست کرزوس از کورش بزرگ در کنار رود هالیس.
- ۵۴۶ (پیش از میلاد)؛ چیرگی کامل لودیه به دست کورش بزرگ و گزیدن پاسارگاد در جایگاه پایتخت ایران.
- ۵۴۴ (پیش از ایران)؛ پادشاهی جینگ در چین.
- ۵۴۳ (پیش از میلاد)؛ تازش ویجایا شاهزاده هندی به سیلان.
- ۵۴۰ (پیش از میلاد)؛ پیدایش شهر یونانی‌نشین ولیا در جنوب ایتالیا.
- ۵۴۰؛ ایران شهر زانتوس در جنوب ترکیه کنونی را گشود.
- ۵۳۹ (پیش از میلاد)؛ چیرگی کورش بزرگ بر بابل با شکست نبونید پادشاه آن کشور.
- ۵۳۸ (پیش از میلاد)؛ بازگشت یهود از بابل به اسرائیل.
- ۵۳۴ (پیش از میلاد)؛ لوسیوس تارکینیوس سوپربوس پادشاه روم شد.
- ۵۳۰ (پیش از میلاد)؛ کمبوجیه دوم جانشین کورش بزرگ شد.
- ۵۲۸ (پیش از میلاد)؛ پیدایش بودایی‌گری در هندوستان به دست گواتاما بودا.
- ۵۲۶ (پیش از میلاد)؛ پسام‌مه‌تیخوس سوم فرعون مصر شد.
- ۵۲۵ (پیش از میلاد)؛ کمبوجیه دوم پسام‌مه‌تیخوس سوم را شکست داد و مصر باستان را گشود. اینگونه دودمان بیست‌وششم پادشاهی این کشور به پایان رسید.
- ۵۲۲ (پیش از میلاد)؛ در ایران گئوماتای مغ به نام بردیا جانشین کمبوجیه دوم شد.
- ۵۲۲؛ بابل بر شاهنشاهی ایران شورید.
- ۵۲۱ (پیش از میلاد)؛ داریوش بزرگ شاه ایران شد.
- ۵۲۱؛ سرکوبی شورش بابل.
- ۵۲۰ (پیش از میلاد)؛ دائو پادشاه چین شد.
- ۵۲۰؛ کلومنس یکم پادشاه اسپارت شد.
- ۵۱۹ (پیش از میلاد)؛ جینگ از دودمان ژو پادشاه چین شد.
- ۱۲ مارس۵۱۵ (پیش از میلاد)؛ ساخت نیایشگاه اورشلیم به پایان رسید.
- ۵۱۴ (پیش از میلاد)؛ هلو (پادشاه چین) شهر سوشو را پایتخت کشور چین نمود.
- ۵۱۳ (پیش از میلاد)؛ داریوش بزرگ در جنگ با سکاها خاور تراکیه و داکیه را رام خود ساخت.
- ۵۱۰ (پیش از میلاد)؛ آتنی‌ها با یاری اسپارت، هیپیاس فرمانروای خودکامه خود را بیرون‌راندند.
- ۵۱۰؛ پایان پادشاهی لوسیوس تارکینیوس سوپربوس بر روم.
- ۵۱۰؛ دماراتوس پادشاه اسپارت شد.
- ۱۳ سپتامبر۵۰۹ (پیش از میلاد)؛ نیایشگاه ژوپیتر در روم وقف عید سپتامبر شد.
- ۵۰۸ (پیش از میلاد)؛ پیدایش دفتر پنتیفکس ماکسیموس در رم.
- ۵۰۷ (پیش از میلاد)؛ کلیستن اصلاح‌طلب یونانی در آتن بر سر کار آمد.
- ۵۰۶ (پیش از میلاد)؛ جنگ بای‌جو در چین.
- ۵۰۵ (پیش از میلاد)؛ نخستین کنسول‌های روم گزیده شدند.
- ۴ دسامبر۵۰۲ (پیش از میلاد)؛ خورشیدگرفتگی در مصر باستان.
- ۵۰۲؛ شکست اتروسکن‌ها از لاتین‌های همپیمان.
- ۵۰۲؛ شورش ناگزوس بر ایران آتش شورش یونیه را روشن‌شاخت.
- ۵۰۱ (پیش از میلاد)؛ اصلاحات مردمسالارنه کلیستن در آتن.
- ۵۰۱؛ ایران به ناگزوس لشکرکشید.
- ۵۰۱؛ در واکنش به تهدید سابین، روم به دیکتاتوری گرایید.
- ۵۰۱؛ کنفوسیوس به فرمانداری چونگ‌تو گمارده‌شد.
- ۵۰۱؛ کارتاژ بر کادیز چیره‌شد.
- ۵۰۰ (پیش از میلاد)؛ مردمان بانتو از باختر به جنوب غربی اوگاندا کوچیدند.
- ۵۰۰؛ پناهندگان تئوسی به آبدرا پناه‌بردند.
- ۵۰۰؛ داریوش بزرگ زبان آرامی را زبان رسمی نیمه باختری شاهنشاهی ایران اعلام‌کرد.
- ۵۰۰؛ پایان عصر برنز نوردیک و آغاز عصر آهن پیشارومی.
- ۵۰۰؛ پیدایش نخستین جمهوری در وایشالی هندوستان.
- دهه ۵۰۰ (پیش از میلاد)؛ آغاز پیدایی قبیله‌های گوتایی در میانه و جنوب آفریقا.
- به قدرت رسیدن ایرانیان در جهان.
- چیرگی ایران بر بخش خاوری مدیترانه.
- لشکرکشی‌های کورش بزرگ و داریوش بزرگ به فرارود.
- چیرگی آرام کارتاژ بر بخش باختری مدیترانه.
- نگارش تائوته‌چینگ.
- قاعده‌بندی سامانه اخلاقی کنفوسیوسی از سوی کنفوسیوس، آیین او در چین بسیار فراگیر شد.
- کوچ سینهالسه به سری‌لانکا.
- پیدایش کتاب سروده‌های دینی.
- کوچ دسته‌هایی از یونانیان به آبخاز.
- کوچ سلت‌ها به بریتانیا و ایرلند و جزیره‌های بریتانیا.
- فرهنگ نیاژرمنی یاستورف.
- نیایشگاه B در سلینوس سیسیل ساخته‌شد.

## چهره‌های برجسته
- مهاویرا بنیادگذار جینیسم.
- نبوکدنصر دوم پادشاه بابل.
- آناکسیمنس ملطی فیلسوف یونانی.
- فیثاغورث ریاضی‌دان یونانی.
- کورش یکم.
- کورش بزرگ.
- عزرا و نحمیا رهبران یهود در بازگشت از تبعیدشان از بابل به اورشلیم.
- گواتاما بودا.
- شهبانو مایا مادر گواتاما بودا.
- پیزیستراتوس خودکامه آتنی.
- سولون یکی از هفت فرزانه یونان.
- ایتوکو امپراتور ژاپن.
- استسیخوروس شاعر سیسیلی.
- کنفوسیوس.
- تالس ریاضی‌دان یونانی.
- داریوش بزرگ.
- کرزوس.
- آناکسیماندر فیلسوف یونانی.
- لینگ پادشاه چین.
- آمونتاس یکم پادشاه مقدونیه.
- نبونید واپسین شاه بابل.
- هراکلیتوس فیلسوف یونانی.
- آشیلوس نویسنده یونانی.
- پسام‌مه‌تیخوس سوم واپسین فرعون مصر از دودمان بیست‌وششم.
- پینداروس شاعر یونانی.
- کمبوجیه دوم.
- گئوماتای مغ.
- بردیا.
- خشایارشا.
- اپیمنیدس پیشگوی کرتی.
- سون تسی نویسنده کتاب هنر جنگیدن.

## یافته‌ها و نوآوری‌ها
- نخستین بررسی‌های باستانشناسانه از سوی نبونید پادشاه بابل در شبه‌جزیره عربستان.

## منبع
- نویسندگان ویکی‌پدیای انگلیسی، ۶th century BC. (نسخه ۷ مه ۲۰۰۷)

| هزاره | سده   | سده   | سده   | سده   | سده   | سده   | سده   | سده   | سده   | سده   |
| ----- | ----- | ----- | ----- | ----- | ----- | ----- | ----- | ----- | ----- | ----- |
| ۹ پ‌م: | ۹۰ پ‌م | ۸۹ پ‌م | ۸۸ پ‌م | ۸۷ پ‌م | ۸۶ پ‌م | ۸۵ پ‌م | ۸۴ پ‌م | ۸۳ پ‌م | ۸۲ پ‌م | ۸۱ پ‌م |
| ۸ پ‌م: | ۸۰ پ‌م | ۷۹ پ‌م | ۷۸ پ‌م | ۷۷ پ‌م | ۷۶ پ‌م | ۷۵ پ‌م | ۷۴ پ‌م | ۷۳ پ‌م | ۷۲ پ‌م | ۷۱ پ‌م |
| ۷ پ‌م: | ۷۰ پ‌م | ۶۹ پ‌م | ۶۸ پ‌م | ۶۷ پ‌م | ۶۶ پ‌م | ۶۵ پ‌م | ۶۴ پ‌م | ۶۳ پ‌م | ۶۲ پ‌م | ۶۱ پ‌م |
| ۶ پ‌م: | ۶۰ پ‌م | ۵۹ پ‌م | ۵۸ پ‌م | ۵۷ پ‌م | ۵۶ پ‌م | ۵۵ پ‌م | ۵۴ پ‌م | ۵۳ پ‌م | ۵۲ پ‌م | ۵۱ پ‌م |
| ۵ پ‌م: | ۵۰ پ‌م | ۴۹ پ‌م | ۴۸ پ‌م | ۴۷ پ‌م | ۴۶ پ‌م | ۴۵ پ‌م | ۴۴ پ‌م | ۴۳ پ‌م | ۴۲ پ‌م | ۴۱ پ‌م |
| ۴ پ‌م: | ۴۰ پ‌م | ۳۹ پ‌م | ۳۸ پ‌م | ۳۷ پ‌م | ۳۶ پ‌م | ۳۵ پ‌م | ۳۴ پ‌م | ۳۳ پ‌م | ۳۲ پ‌م | ۳۱ پ‌م |
| ۳ پ‌م: | ۳۰ پ‌م | ۲۹ پ‌م | ۲۸ پ‌م | ۲۷ پ‌م | ۲۶ پ‌م | ۲۵ پ‌م | ۲۴ پ‌م | ۲۳ پ‌م | ۲۲ پ‌م | ۲۱ پ‌م |
| ۲ پ‌م: | ۲۰ پ‌م | ۱۹ پ‌م | ۱۸ پ‌م | ۱۷ پ‌م | ۱۶ پ‌م | ۱۵ پ‌م | ۱۴ پ‌م | ۱۳ پ‌م | ۱۲ پ‌م | ۱۱ پ‌م |
| ۱ پ‌م: | ۱۰ پ‌م | ۹ پ‌م  | ۸ پ‌م  | ۷ پ‌م  | ۶ پ‌م  | ۵ پ‌م  | ۴ پ‌م  | ۳ پ‌م  | ۲ پ‌م  | ۱ پ‌م  |
| ۱:    | ۱     | ۲     | ۳     | ۴     | ۵     | ۶     | ۷     | ۸     | ۹     | ۱۰    |
| ۲:    | ۱۱    | ۱۲    | ۱۳    | ۱۴    | ۱۵    | ۱۶    | ۱۷    | ۱۸    | ۱۹    | ۲۰    |
| ۳:    | ۲۱    | ۲۲    | ۲۳    | ۲۴    | ۲۵    | ۲۶    | ۲۷    | ۲۸    | ۲۹    | ۳۰    |
| ۴:    | ۳۱    | ۳۲    | ۳۳    | ۳۴    | ۳۵    | ۳۶    | ۳۷    | ۳۸    | ۳۹    | ۴۰    |